# Konec srpna v hotelu Ozón
Konec srpna v hotelu Ozón ("slutet av augusti på Hotell Ozon") är en tjeckoslovakisk äventyrsfilm från 1967 i regi av Jan Schmidt. Handlingen utspelar sig efter ett förödande världskrig och följer en grupp kvinnor som rider genom ett ödelagt landskap. Manuset skrevs av Pavel Juráček och är präglat av subtil svart humor. Filmen är 77 minuter lång och hade premiär 28 april 1967.

## Medverkande
- Beta Poničanová som den äldre kvinnan, gruppens ledare
- Ondrej Jariabek som Hubert, den äldre mannen
- Hana Vítková som ung kvinna i gruppen
- Magda Seidlerová som ung kvinna i gruppen
- Jana Nováková som ung kvinna i gruppen
- Vanda Kalinová som ung kvinna i gruppen
- Irena Lžičařová som ung kvinna i gruppen
- Jitka Hořejší som ung kvinna i gruppen
- Alena Lippertová som ung kvinna i gruppen
- Natálie Maslovová som ung kvinna i gruppen